# Celebdil
Celebdil, que significa «cuerno de plata» en sindarin, es una montaña ficticia que pertenece al legendarium del escritor británico J. R. R. Tolkien y que aparece en su novela El Señor de los Anillos. Es una de las montañas más altas del macizo de las Montañas Nubladas, y una de las tres que constituyen “el techo” de Khazad-dûm, puesto que la Gran Morada de los Enanos se extendía debajo de esta.

## Etimología
Celebdil es el nombre sindarin de la montaña, compuesto por la palabra "celeb" («plata»), raíz "KYELEP", y la palabra "till" (por lenición "dill"), raíz "TIL", que significa «punta» o «cuerno». La montaña es llamada Zirak-Zigil en Khuzdul por los enanos, que significa «punta plateada» o «punta de plata» y está compuesto por los elementos "zirak", radical "Z-R-K" que se traduce como «punta», y "zigil", radical "Z-G-L" que significa «plateada». 

## Ubicación
Ubicada justo al lado sur del Caradhras, separado de éste por el Paso del Cuerno Rojo.
En la ladera que da al norte se ubica la Puerta Principal de Khazad-dûm. En su cima se encontraba la Torre de Durin a la que se llegaba tras subir la Escalera Interminable, Hasta allí llegó Gandalf en persecución del Balrog de Moria, trabándose en lucha con él en la cima misma de la montaña, cuyo flanco quedó destruido al golpearlo la criatura de Morgoth en su caída tras la pelea. Tanto la Torre como la Escalera quedaron destruidas luego de la Batalla.

## Algunos lugares
Los siguientes son dos lugares ubicados en la misma montaña, que tienen importancia en el desarrollo argumental de El Señor de los Anillos.

### La Escalera Interminable
Una larguísima escalera caracol la que desde “(...)el escondrijo más bajo a la cima más alta sube en una continua espiral de miles de escalones...”; uniendo las partes más profundas de Khazad-dûm con la Torre de Durin. Por allí Gandalf, luego de su interminable caída por el abismo existente entre la Cámara Segunda y la Primera, y de recorrer “(…)unos túneles oscuros…”, que no fueron construidos por los Enanos de Moria, siguió al Balrog para escapar de las profundidades de la montaña.

### La Torre de Durin
Ubicada en la cima del Celebdil, tenía “(...) una ventana solitaria...,  labrada por los Enanos en la roca, que “(…) se abre a la nieve y ante ella se extiende un espacio estrecho, un área vertiginosa sobre las nieblas del mundo. El sol brilla fieramente en ese sitio, pero abajo todo está amortajado en nubes...” Llamada así porque el fundador de Khazad-dûm la hizo construir para observar sus dominios sobre las Montañas Nubladas. Se llegaba a ella por la Escalera Interminable. Cuando Gandalf, en persecución del Balrog, salió por ese lugar al Zirakzigil, en donde libró la Batalla contra el servidor de Morgoth, la torre fue destruida y “(…) la ventana había desaparecido: las piedras rotas y quemadas obstruían la arruinada escalera …”